# Tsageri (gemeente)
Tsageri (Georgisch: ცაგერის მუნიციპალიტეტი, Tsageris moenitsipaliteti) is een gemeente in het noorden van Georgië met circa 7200 inwoners (2024) en een oppervlakte van 754 km². De gemeente is gesitueerd in het Kaukasusgebergte in de regio Ratsja-Letsjchoemi en Kvemo Svaneti en komt ruwweg overeen met de historische streek Letsjchoemi. Door het gebied stromen zowel de rivier Tschenistskali als de Rioni naar het Colchis-laagland van Imereti. De gelijknamige plaats is het bestuurlijk centrum.

## Geschiedenis
Na het uiteenvallen van het Koninkrijk Georgië in de 15e eeuw behoorde het gebied Takveri (later Letsjchoemi genoemd) tot het Koninkrijk Imeretië voordat het feitelijk onafhankelijk werd onder de lokale aristocratische familie Tsjikovani. In 1714 werd het gebied verenigd met het prinsdom Mingrelië door familiebanden aan te gaan met het huis van Dadiani. Vanaf 1801 begon het Russische Rijk met de annexatie van Georgië, waarbij de noordwestelijke berggebieden een van de laatste gebieden waren.

### In Russisch Rijk

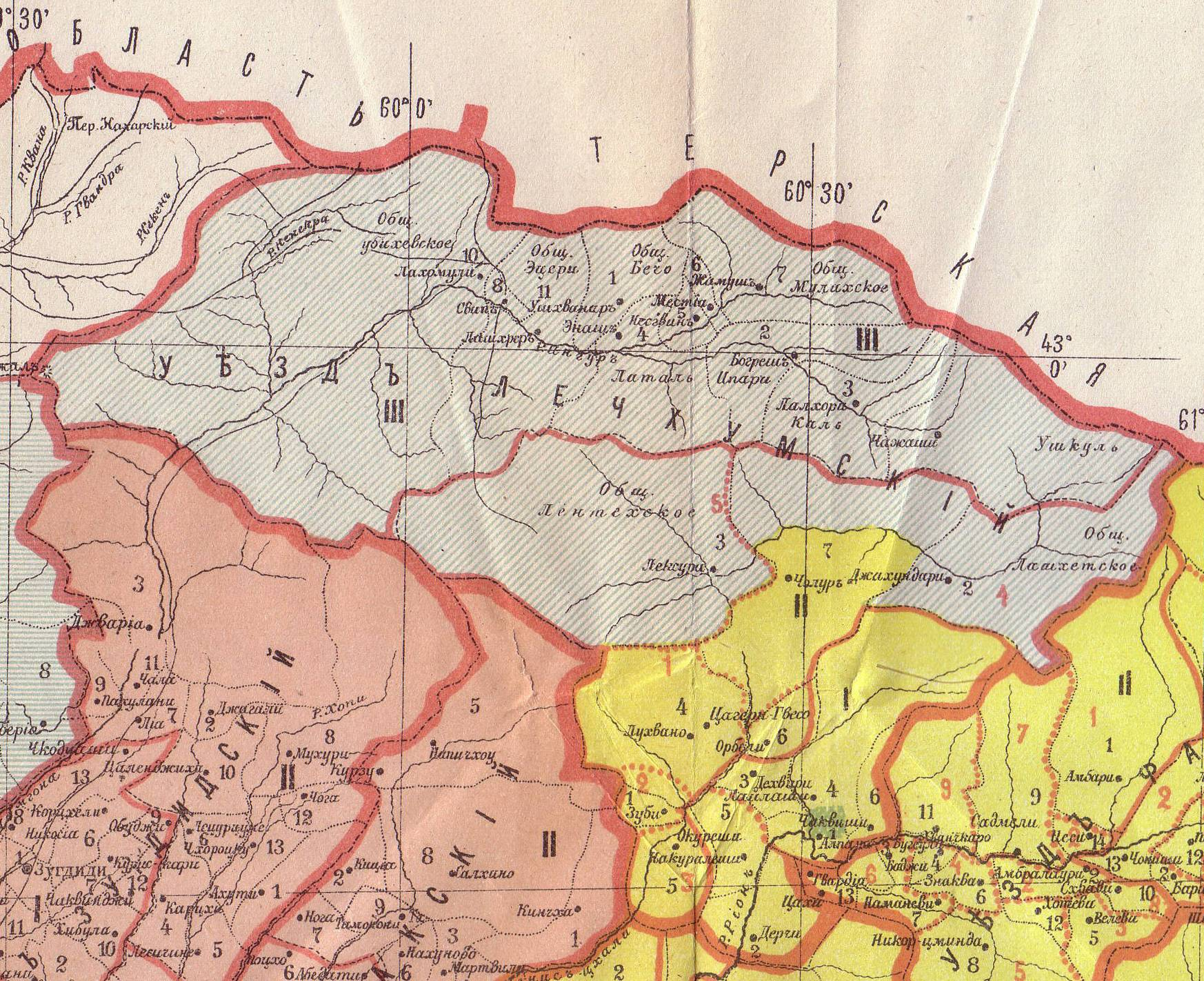
Oetsjastok Tsageri (II) in het oejezd Letsjchoemi van het Gouvernement Koetais.

Nadat de Russen medio 1860 ook de noordelijke Georgische berggebieden onder controle hadden gekregen, werd in 1867 het prinsdom Mingrelië opgeheven en werd het gebied bestuurlijk ingedeeld naar Russische maatstaven. Dit legde de basis voor de moderne Georgische bestuurlijke indeling.
Mingrelië werd in drie provincies (oejezd) verdeeld die onderdeel werden van het Gouvernement Koetais. Het gebied van de gemeente Tsageri viel onder het oejezd Letsjchoemi met de stad Tsageri als bestuurlijk centrum. Aan het einde van de 19e eeuw werd het prinsdom Svanetië aan Letsjchoemi toegevoegd. Het oejezd was onderverdeeld in drie gemeentelijke districten (oetsjastok, Russisch: yча́сток), waarvan het district Tsageri (Цагерскій участокъ, Tsagerskiy oetsjastok) er een was.

### Vorming gemeente
In 1930 werd het oetsjastok Tsageri door het Sovjet-bestuur omgevormd tot een rajon (district) en werden de grenzen verlegd. Het oetsjastok Alpani werd opgeheven en toegevoegd aan Tsageri en noordelijke delen van Tsageri werden aan Lentechi toegevoegd. Het rajon werd in het onafhankelijke Georgië in 1995 toegewezen aan de nieuw gevormde regio Ratsja-Letsjchoemi en Kvemo Svaneti en werd in 2006 omgezet naar een gemeente. Door de bouw van waterkrachtcentrales in de Tschenistskali en Ladzjanoeri rivieren in de jaren 1960 was de plaats Tsageri logistiek centrum en de woonplaats voor de bouwers van beide projecten.

## Geografie

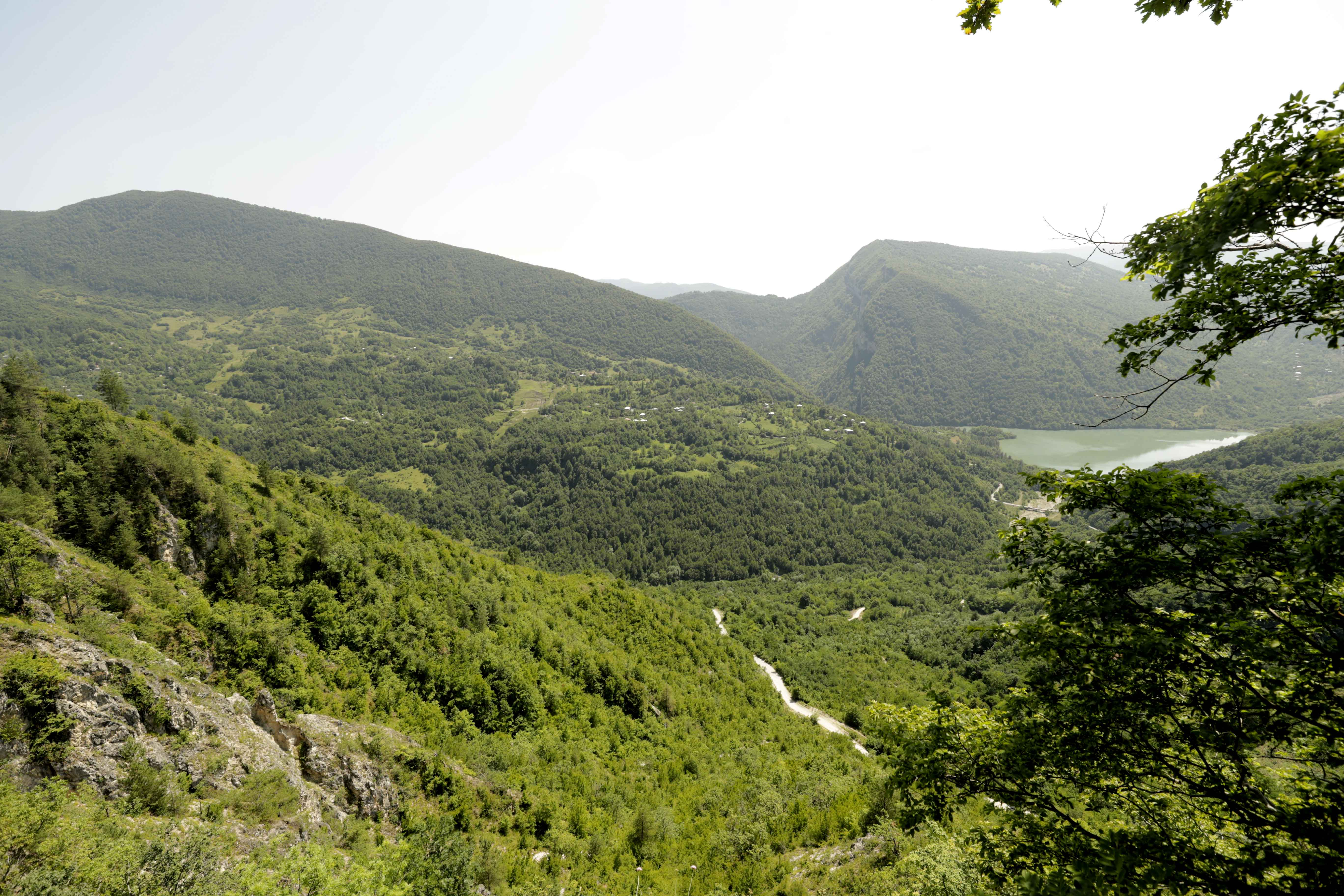
Ladzjanoera vallei

Tsageri vormt de overgang van de Grote Kaukasus naar het Colchis-laagland, en wordt door verschillende subgebergtes van de Kaukasus begrensd. De twee belangrijkste rivieren die in Ratsja-Letsjchoemi en Kvemo Svaneti ontspringen, de Tschenistskali en de Rioni, vinden in Tsageri parallel aan elkaar de uitgang uit de bergen. Tsageri ligt hiermee op een kruispunt van riviervalleien. 
In het westen van de gemeente ligt het Egrisigebergte dat de grens vormt met Choni (regio Imereti) en Martvili (regio Samegrelo-Zemo Svaneti) en het westelijke deel van de grens met Lentechi. De noordgrens met Lentechi, ten oosten van de Tschenistskali, wordt bepaald door het Letsjchoemigebergte, terwijl de oostgrens met Ambrolaoeri de Rioni oversteekt op het kortste punt tussen de Letsjchoemi- en Ratsjagebergtes. In het zuiden grenst Tsageri aan Tskaltoebo in de regio Imereti.
De gemeente kent niet zulke hoge bergen als andere gemeenten in de regio Ratsja-Letsjchoemi en Kvemo Svaneti, maar heeft met de Tsekoeri van 3.174 meter boven zeeniveau wel de hoogste berg van het Egrisigebergte, die het deelt met Lentechi. De laagste punten van Tsageri zijn zowel de Tschenistskali en Rioni rivieren bij het verlaten van de gemeente in het zuiden, rond de 320 meter boven zeeniveau.

## Demografie
Begin 2024 telde de gemeente Tsageri 7.172 inwoners,, een daling van ruim 30% ten opzichte van de volkstelling van 2014. Het aantal inwoners van hoofdplaats Tsageri daalde met ruim 20%. Tsageri is op een tiental inwoners na mono-etnisch Georgisch. Vrijwel alle inwoners zijn Georgisch-Orthodox, en er zijn enkele tientallen jehova's.
| Gemeente Tsageri                                                        | -   | -     | -     | 32.281 | 27.262 | 23.356 | 20.462 | 17.166 | 16.622 | 10.387 | 8.804 | 7.172 |  |  |
|                                                                         |     |       |       |        |        |        |        |        |        |        |       |       |  |  |
| Tsageri                                                                 | 687 | 1.575 | 1.856 | 1.831  | 4.709  | 2.081  | 2.081  | 1.359  | 1.961  | 1.320  | 1.173 | 1.028 |  |  |
| Verantwoording data: Bevolkingsstatistiek Georgië 1897 tot heden. Noot: |     |       |       |        |        |        |        |        |        |        |       |       |  |  |

## Administratieve onderverdeling

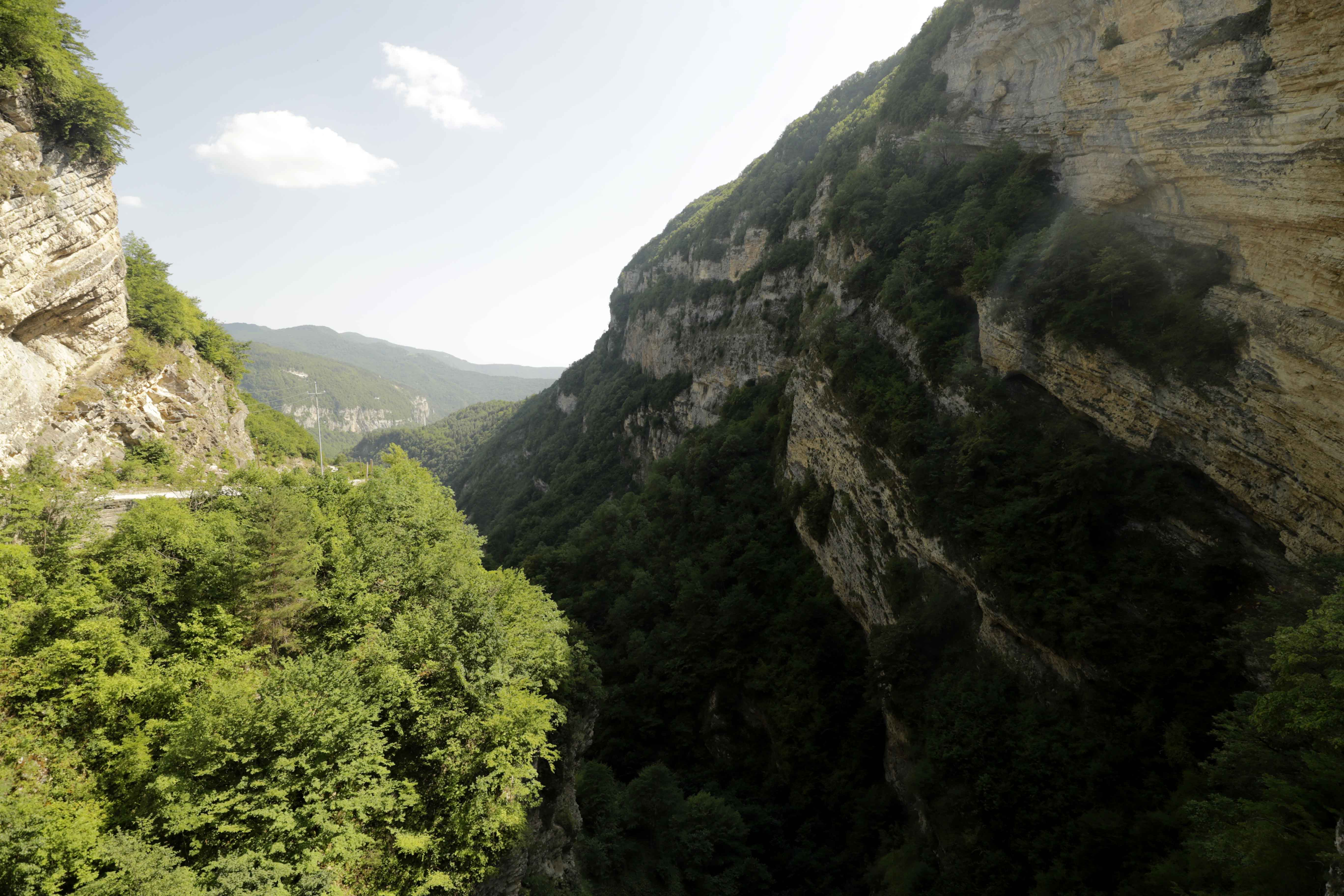
Ghvirisjikloof

De gemeente Tsageri is administratief onderverdeeld in 18 gemeenschappen (თემი, temi) met in totaal 58 dorpen (სოფელი, sopeli) en één stad (ქალაქი, kalaki), het bestuurlijke centrum Tsageri.

## Bestuur
De gemeenteraad van Tsageri (Georgisch: საკრებულო, sakreboelo) wordt elke vier jaar gekozen in een gemengd kiesstelsel. Een deel wordt via enkelvoudige kiesdistricten gekozen en een deel via evenredige vertegenwoordiging van gesloten partijlijsten, waarvoor een kiesdrempel geldt van drie procent.
| Partij | Partij                             | 2014 | 2017 | 2021 |
| ------ | ---------------------------------- | ---- | ---- | ---- |
|        | Georgische Droom (GD)              | 16   | 24   | 19   |
|        | Verenigde Nationale Beweging (UNM) | 5    | 1    | 4    |
|        | Voor Georgië                       |      |      | 4    |
|        | Europees Georgië (EG)              |      | 3    |      |
|        | Onafhankelijk Raadslid             | 6    |      |      |
|        | Overige partijen                   | 4    | 4    | 3    |
| Totaal | Totaal                             | 31   | 31   | 30   |

## Bezienswaardigheden

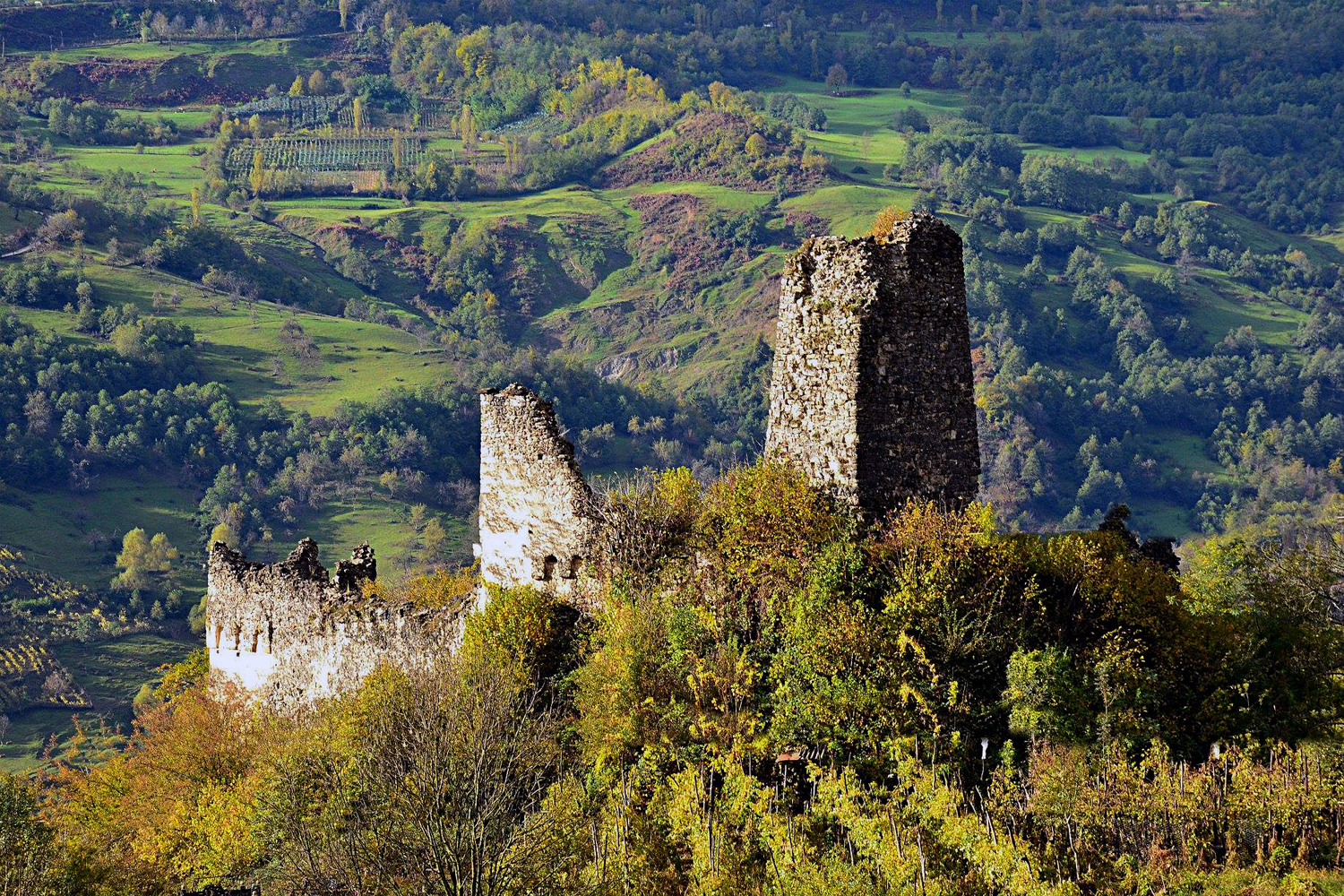
Moeristsiche

In de gemeente zijn verschillende bezienswaardigheden, maar de belangrijkste zijn:
- Moeri-fort (Moeristsiche) is een fort boven de smalle doorgang van de rivier Tschenistskali. Het speelde tot 1867 eeuwenlang een belangrijke rol in het verdedigen van Takveri tegen onder meer Ottomaanse invallen en was een belangrijk politiek-cultureel centrum voor de regio.[21][22]
- Orbeli-fort (Orbelitsiche). De overblijfselen van een middeleeuwse fortificatie op een klif boven de Ladzjanoera-vallei, aan de weg Tsageri-Alpana-Ambrolaoeri. In de 16e-17e eeuw was het een van de meest prominente gebouwen in de regio.[23][24]
- Sairme-kolommen zijn vrijstaande kolommen van enkele tientallen meters hoog in het karstmassief tussen de Tschenistskali- en Rioni-rivieren. De kolommen zijn te bereiken via een korte wandeling vanaf de Tsageri-Alpana-Ambrolaoeri.[25]
- De Lailasji-synagoge uit 1860 in het gelijknamige dorp is niet meer in gebruik maar is nationaal cultureel erfgoed. De synagoge had een regionale functie voor en Lailasji was een van de centra van Georgische Joden in West-Georgië. De synagoge bewaarde de Lailasji-bijbel uit de 10e eeuw.[26][27]

## Vervoer

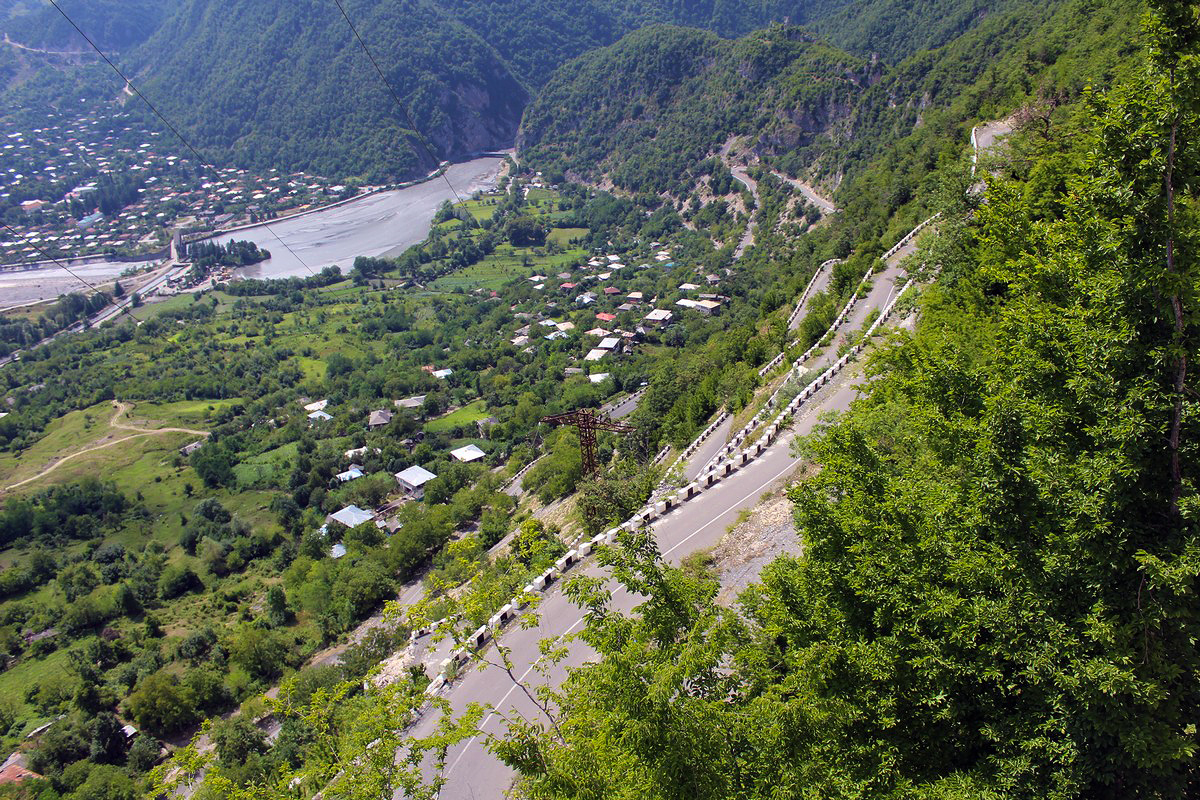
Afdaling van de Sh16 naar Tsageri.

Er lopen twee lange nationale wegen door de gemeente Tsageri. De 157 kilometer lange nationale route Sh15 ontsluit vanuit Koetaisi via Tsageri langs de rivier Tschenistskali de gemeente Lentechi. De 161 kilometer lange nationale route Sh16 komt ook vanuit Koetaisi maar volgt de Rioni stroomopwaarts door de gemeente Tsageri om via Ambrolaoeri en Oni bij de Mamisonpas aan de Russische grens te eindigen. Deze weg stond ook bekend als 'Osseetse Militaire Weg', en werd oorspronkelijk in de 19e eeuw aangelegd in aanvulling op de Georgische Militaire Weg.
Het dichtstbijzijnde vliegveld is bij de regionale hoofdstad Ambrolaoeri, waar vandaan naar Tbilisi (Vliegveld Natachtari) gevlogen kan worden. Het dichtstbijzijnde internationale vliegveld ligt bij Koetaisi.